# Edward Duyker

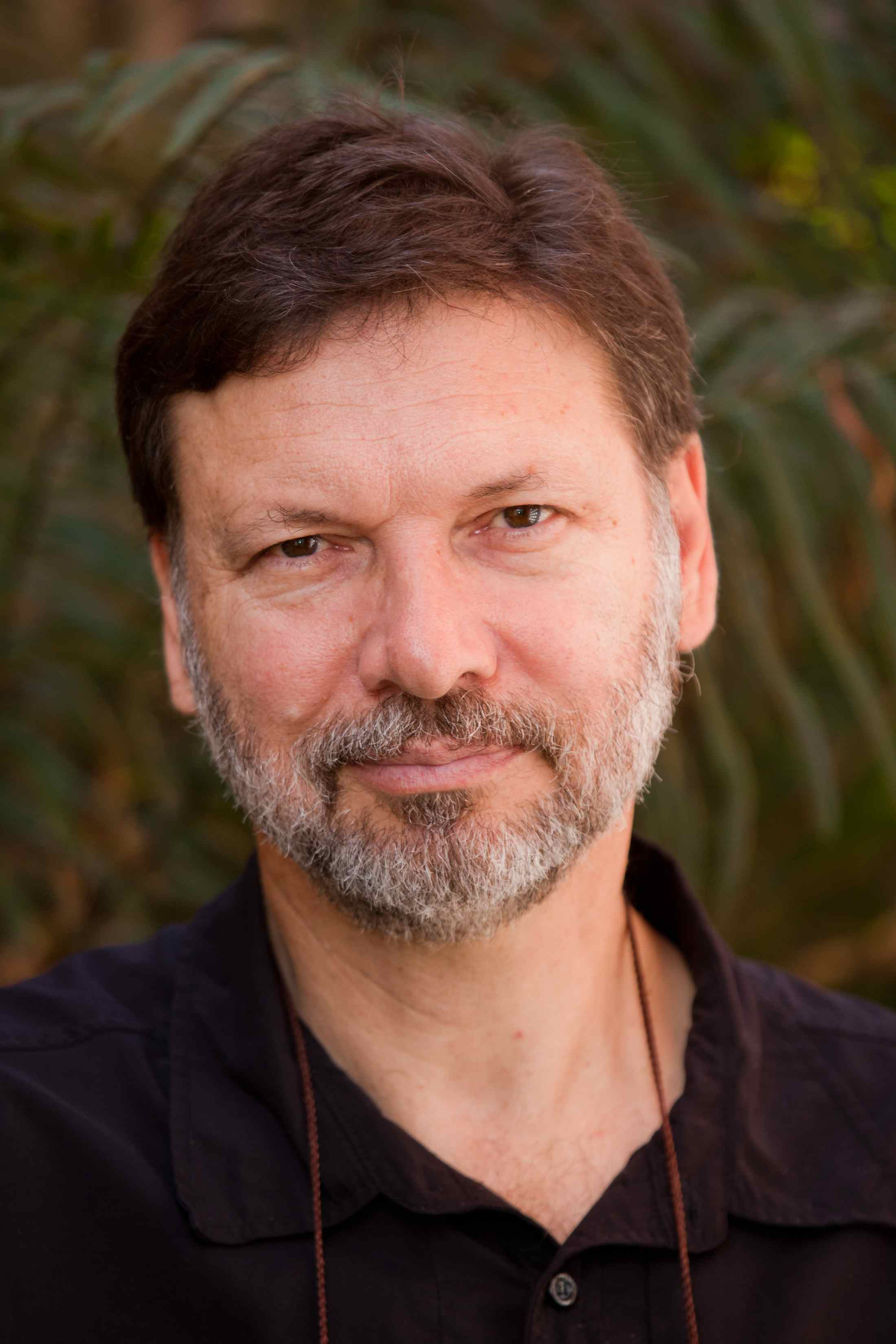
Edward Duyker (2014)

Edward Duyker (Melbourne, 21 de março de 1955) é um escritor australiano e historiador. Ele é conhecido pelos seus livros sobre exploração da Austrália pelos franceses. Ele também tem escrito sobre as visitas de naturalistas da Madeira e o Brasil no século XVIII. Ele já escreveu biografias de Marc-Joseph Marion du Fresne, Daniel Solander, Jacques-Julien Houtou de La Billardière, François Péron, e Jules Dumont d'Urville traduzido da jornal do explorar Antoine Raymond Joseph  de Bruni d'Entrecasteaux.
Edward Duyker é filho de Herman Duyker (Duijker) um holandês, e de sua irmã mauriciana Marie-Thérèse Maryse Commins. 
Duyker frequentar o De La Salle College, Malvern, e estudou filosofia, história e literatura na Universidade de La Trobe e Universidade de Melbourne (Ph.D., 1981).*
Duyker transferido a Canberra como oficial dos serviços de informação (‘Joint Intelligence Organisation’, entre 1981 e 1983). Em 1984, ele foi transferido a Sydney como um escritor e historiador independente. Ele foi Cônsul honorário da Maurícia em Nova Gales do Sul entre 1996 e 2002. 
Em 2003 e 2007, Duyker viveu em Paris.
Entre 2009 e 2018, Ele foi professor-honorário na Universidade Católica da Austrália. *
Em 2007, foi eleito para ‘Australian Academy of the Humanities’ (Academia Australiana de Letras).*

## Distinções e Prêmios
- Cavaleiro, Ordem das Palmas Académicas, França (2000).

- Medalha Centenária, Austrália (2003).

- Medalha da Ordem da Austrália (2004).

- 'New South Wales General History' Prêmio (2004), por Citizen Labillardière.
- 'Frank Broeze Maritime History' Prêmio (2007), por François Péron.

## Livros
- Mauritian Heritage: An Anthology of the Lionnet, Commins and Related Families, Australian Mauritian Research Group, Ferntree Gully, 1986, pp. 368, ISBN 0 9590883 2 6.
- Tribal Guerrillas: The Santals of West Bengal and the Naxalite Movement, Oxford University Press, New Delhi, 1987, pp. 201, ISBN 19 561938 2.
- The Dutch in Australia, AE Press, Melbourne, 1987, pp. 181, ISBN 0 86787 215 2.
- (com Maryse Duyker) Beyond the Dunes: A Dutch-Australian Story, Sylvania, 1987, pp. 41, ISBN 0 731600584.
- Of the Star and the Key: Mauritius, Mauritians and Australia, Australian Mauritian Research Group, Sylvania, 1988, pp. 129, ISBN 09590883 4 2.
- (com Coralie Younger) Molly and the Rajah: Race, Romance and the Raj, Australian Mauritian Press, Sylvania, 1991, pp. xii, 130, ISBN 0 646 03679 3
- The Discovery of Tasmania: Journal Extracts from the Expeditions of Abel Janszoon Tasman and Marc-Joseph Marion Dufresne 1642 & 1772, St David's Park Publishing/Tasmanian Government Printing Office, Hobart, 1992, pp. 106, ISBN 0 7246 2241 1.
- A French Trading Expedition to the Orient: The Voyage of the Montaran 1753—1756, Stockholm University Center for Pacific Asia Studies Working Paper, No.30, August 1992, pp. 20.
- New Voices in the Southland: Multiculturalism, Ethno-history and Asian Studies in Australia, Stockholm University Center for Pacific Asia Studies Working Paper No.31, September 1992, pp. 15.
- (com Hendrik Kolenberg) The Second Landing: Dutch Migrant Artists in Australia, Erasmus Foundation, Melbourne, 1993, pp. 56, ISBN 0646 135937.
- An Officer of the Blue: Marc-Joseph Marion Dufresne 1724—1772, South Sea Explorer, Miegunyah/Melbourne University Press, Melbourne, 1994, pp. 229, ISBN 0 522 84565 7.
- (com Barry York) Exclusions and Admissions: The Dutch in Australia 1902-1946, Studies in Australian Ethnic History, No. 7, Centre for Immigration and Multicultural Studies, Research School of Social Sciences, Australian National University, Canberra, 1994, pp. 11, ISBN 07315 1913 2/ISSN 1039-3188.
- (com Per Tingbrand) Daniel Solander: Collected Correspondence 1753—1782, Miegunyah/Melbourne University Press, Melbourne, 1995, pp. 466, ISBN 0 522 84636 X [Scandinavian University Press, Oslo, 1995 ISBN 82 00 22454 6]
- A Woman on the Goldfields: Recollections of Emily Skinner 1854—1878, Melbourne University Press, Melbourne, 1995, pp. 129, ISBN 0 522 84652 1.
- Nature's Argonaut: Daniel Solander 1733—1782, Naturalist and Voyager with Cook and Banks, Miegunyah/Melbourne University Press, Melbourne, 1998 et 1999, pp. 380, ISBN 0 522 84753 6
- [prefácio] Mirror of the Australian Navigation by Jacob Le Maire: A Facsimile of the ‘Spieghel der Australische Navigatie . . .’ Being an Account of the Voyage of Jacob Le Maire and Willem Schouten 1615-1616 published in Amsterdam in 1622, Hordern House for the Australian National Maritime Museum, Sydney, 1999, pp. 202, ISBN 1 875567 25 9.
- (com Maryse Duyker) Bruny d’Entrecasteaux: Voyage to Australia and the Pacific 1791—1793, Miegunyah/Melbourne University Press, Melbourne, 2001, pp. xliii, pp. 392, ISBN 0 522 84932 6 (2006, ISBN 0 522 85232 7).
- Citizen Labillardière: A Naturalist’s Life in Revolution and Exploration (1755—1834), Miegunyah/Melbourne University Press, Melbourne, 2003, pp. 383, ISBN 0 522 85010 3 (2004, ISBN 0 522 85160 6).
- ‘A French Garden in Tasmania: The Legacy of Félix Delahaye (1767—1829)’, in Glynnis M. Cropp, Noel R. Watts, Roger D. J. Collins and K. R. Howe (eds.) Pacific Journeys: Essays in Honour of John Dunmore, Victoria University Press, Wellington, 2005, pp. 21—35.
- ‘Isle de France and Baudin’s Precursors in Australian Waters’, in Rivière, M. S. & Issur, K. R. (ed.) Baudin–Flinders dans l’Océan Indien: Voyages, découvertes, rencontre: Travels, Discoveries, Encounter: Actes du colloque international organisé par l’Université de Maurice, octobre 2003, L’Harmattan, Paris, 2006, pp. 137–155.
- François Péron: An Impetuous Life: Naturalist and Voyager, Miegunyah/MUP, Melb., 2006, pp. 349, ISBN 978 0522 85260 8.
- A Dictionary of Sea Quotations: From Ancient Egypt to the Present, Miegunyah/Melbourne University Press, Melbourne, 2007, pp. 439, ISBN 0-522-85371-4.
- Marc-Joseph Marion Dufresne, un marin malouin à la découvertes des mers australes, traduction française de Maryse Duyker (avec l'assistance de Maurice Recq et l'auteur), Les Portes du Large, Rennes, 2010, pp. 352, ISBN 978-2-914612-14-2.
- Père Receveur: Franciscan, Scientist and Voyager with Lapérouse, Dharawal Publications, Engadine (NSW), 2011, pp. 41, ISBN 978-0-9870727-0-2.
- Dumont d’Urville: Explorer and Polymath, Otago University Press, Dunedin, 2014, pp. 671, ISBN 978 1 877578 70 0, University of Hawai’i Press, Honolulu, 2014, ISBN 9780824851392.

## Ligações
- Duyker Papers, National Library of Australia (MS 9061)
- Duyker Collection, No. 1 (of 3) National Museum of Australia